# ملف الكائن
ملف الكائن هو ملف يحتوي على رمز كائن ، وهذا يعني رمز آلة تنسيق relocatable التي عادة ما تكون غير قابلة للتنفيذ مباشرة. هناك تنسيقات مختلفة لملفات الكائنات ، ويمكن حزم رمز الكائن نفسه في ملفات كائن مختلفة. قد يعمل ملف كائن أيضًا مثل مكتبة مشتركة.
بالإضافة إلى رمز الكائن نفسه، قد تحتوي ملفات الكائنات على بيانات أولية تستخدم للربط أو تصحيح الأخطاء ، بما في ذلك: معلومات لحل المراجع التبادلية الرمزية بين الوحدات النمطية المختلفة أو معلومات إعادة التوطين أو معلومات فك التراكم أو التعليقات أو رموز البرنامج أو معلومات تصحيح الأخطاء أو ملفات التعريف.